# 張春熙
張春熙（—2009年12月27日），男，台灣政治人物，曾任第9屆、第10屆基隆市市長。張春熙從政前是一名校長，也是基隆市第1位教育界出身的民選市長。他是基隆市第五中學（基隆市立中正國民中學）創辦人。